# Dilophus crassicornis
Dilophus crassicornis är en tvåvingeart som beskrevs av Skartveit 2009. Dilophus crassicornis ingår i släktet Dilophus och familjen hårmyggor. Inga underarter finns listade i Catalogue of Life.